# 欧宗河 (索尔格河支流)
欧宗河（法語：Auzon，法語發音：[ozɔ̃]）是法国普罗旺斯-阿尔卑斯-蓝色海岸大区沃克吕兹省的河流，是索尔格河的右支流，长35.3千米，发源自弗拉桑，于贝达里德流入索尔格河。